# バスケットボールの日
バスケットボールの日（バスケットボールのひ）とは、バスケットボールの普及発展を目的とした記念日である。

## 概要
バスケットボールは1891年にジェームズ・ネイスミス博士により考案され、同年12月21日にマサチューセッツ州スプリングフィールドの国際YMCAトレーニングスクールで初めてのゲームが行われた。このことから島本和彦らが12月21日はバスケットボールの誕生日であり、バスケットボールの日であると提唱した。
2011年12月19日には「12月21日はバスケットボールの日！委員会」・NPO法人日本バスケットボール振興会・HOOPHYSTERIA等の団体がバスケットボール120歳を記念し、代々木第二体育館でバスケットボールの日制定式典を行った。式中では東京YMCAからバスケットボールの日の制定に対する感謝状が贈られた。